# AT2 (Panzerabwehrmine)

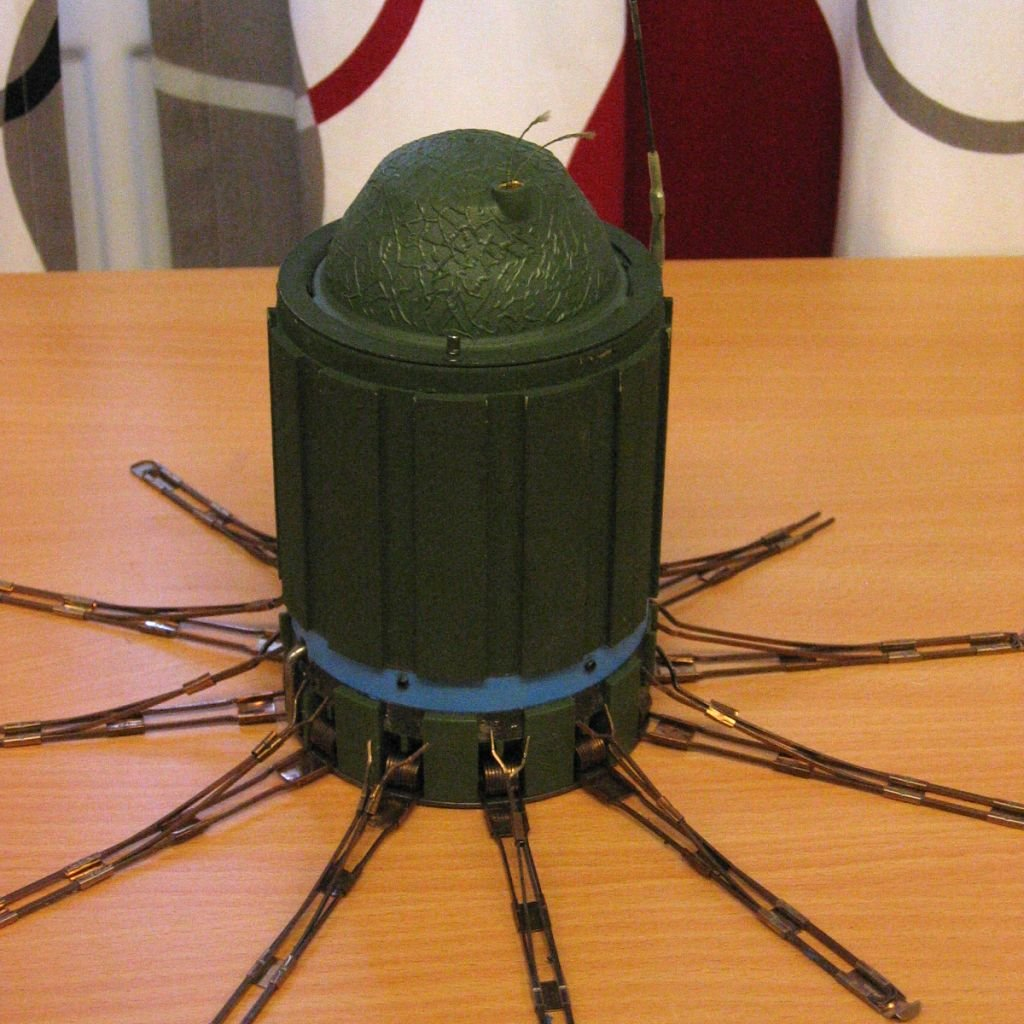
Panzerabwehrmine AT2 (Dummy)

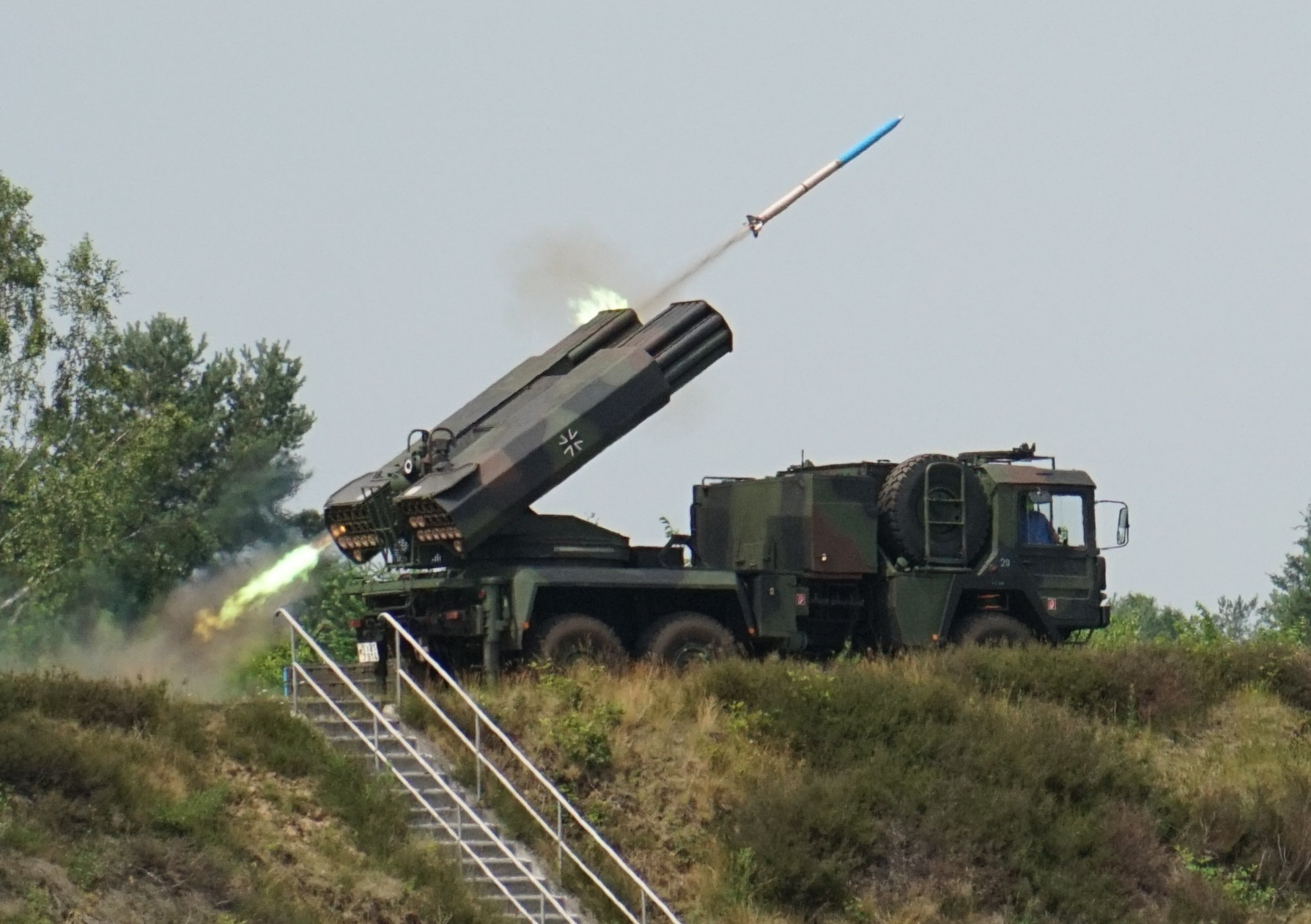
Raketenwerfer LARS beim Schuss

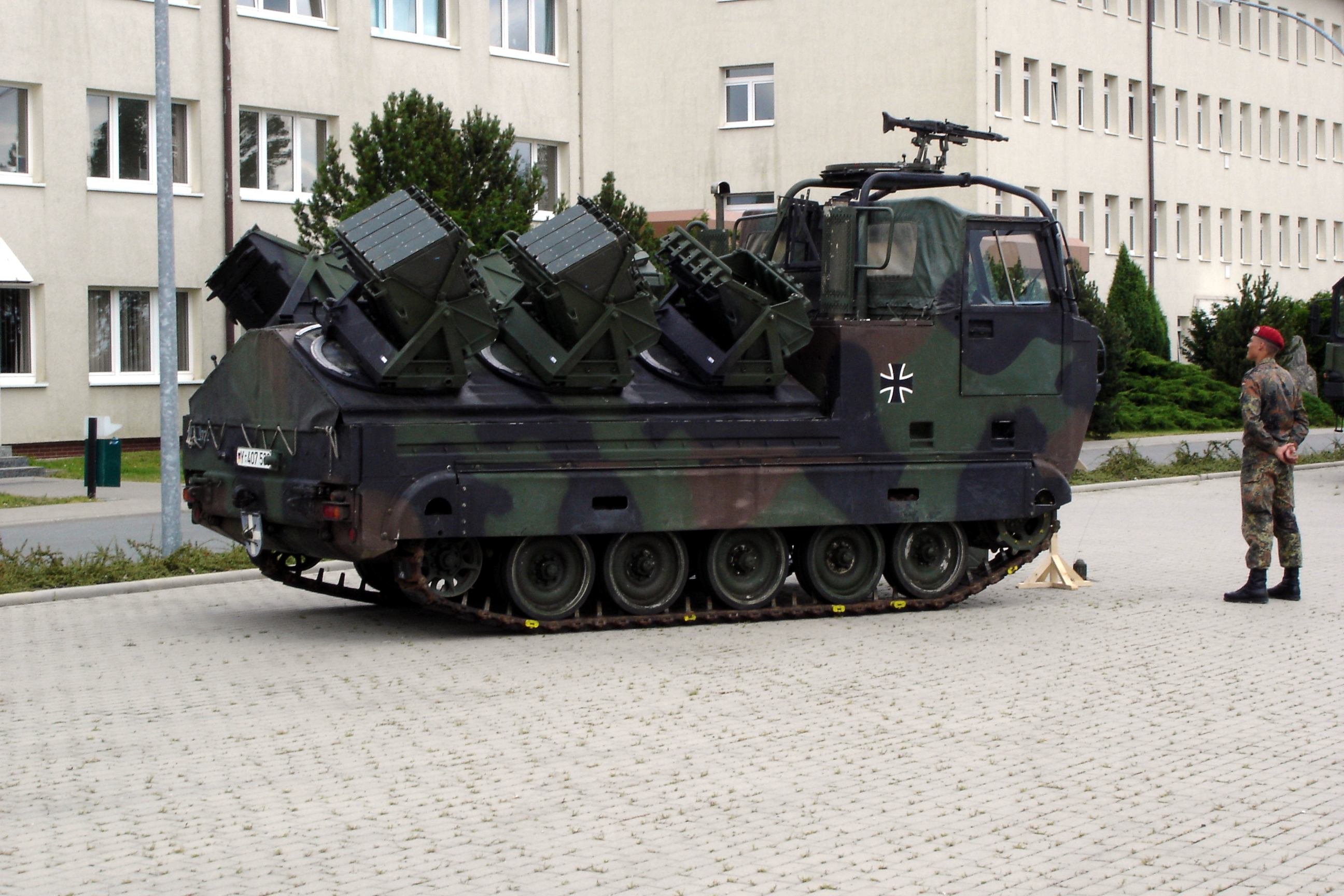
Minenwerfer Skorpion

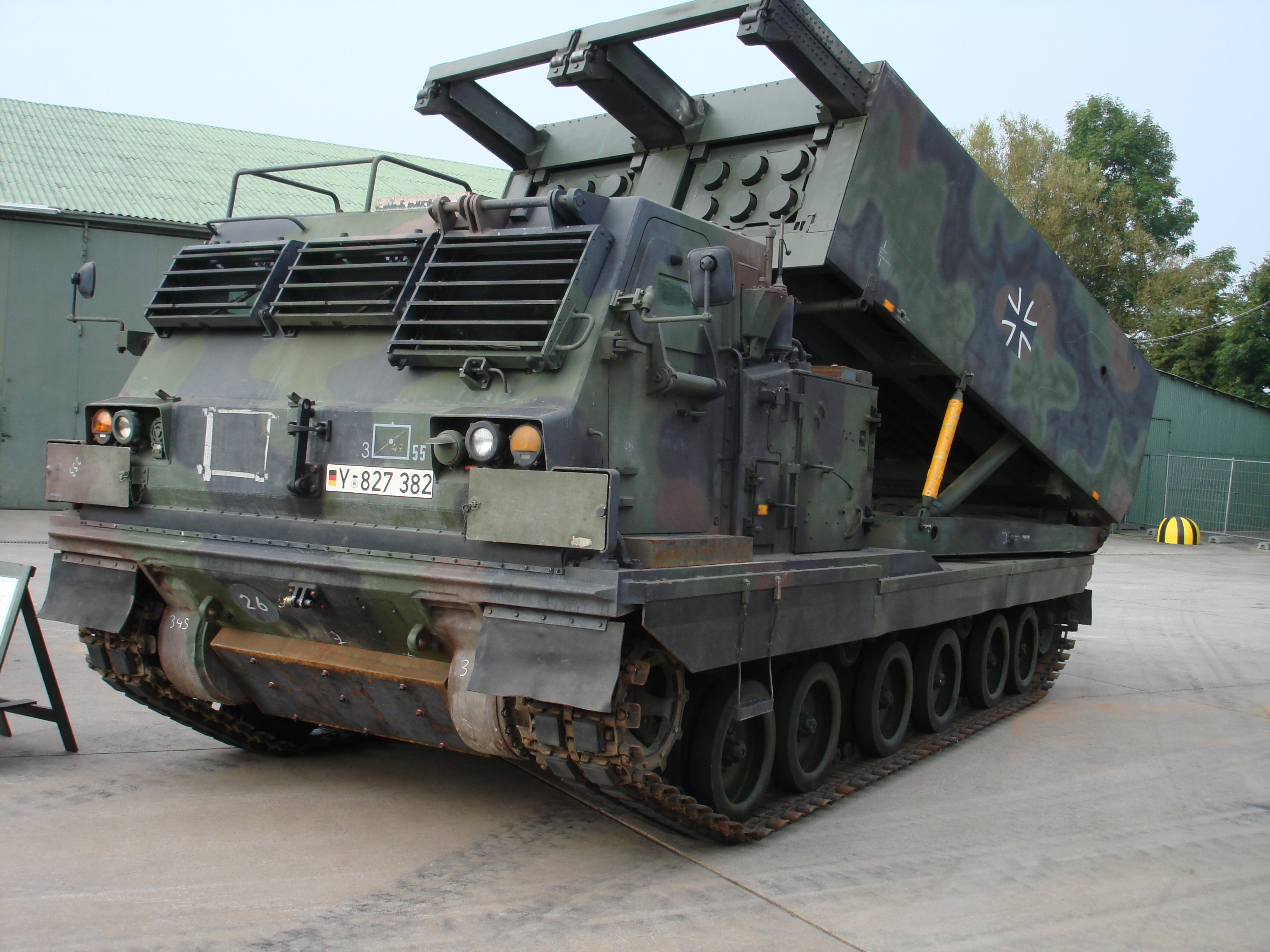
Raketenwerfer MARS der Bundeswehr

Die AT2 (auch: AT-2) ist eine fernverlegbare Panzerabwehrmine des deutschen Herstellers Dynamit Nobel.

## Beschreibung
Die AT2 kann bzw. konnte mit den Raketenwerfern LARS (5 Stück pro Rakete) und MARS (28 Stück pro Rakete) sowie dem Minenwurfsystem Skorpion verschossen werden. Außerdem wurde von Dynamit Nobel und Dornier ein System zur Verlegung mit dem Hubschrauber UH-1D entwickelt, bei der Bundeswehr jedoch nicht eingeführt. Für jede Art der Verlegung wurde eine leicht unterschiedliche Version der Mine entwickelt.
Der Minenkörper ist zylindrisch mit einer konisch-abgerundeten Spitze und einem flachen Boden. Die per Rakete verlegbaren Varianten (siehe unten) besitzen darüber hinaus einen Fallschirm, um die Aufprallgeschwindigkeit zu verringern. Nach dem Auftreffen auf den Boden klappen mehrere aus Draht gebogene Stützfüße aus, um die Mine, falls sie liegend zur Ruhe gekommen ist, aufzurichten. Außerdem fährt ein nach oben gerichteter Draht aus, der mit dem Zünder verbunden ist. Die Mine explodiert, wenn der Draht von einem Fahrzeug erfasst und zur Seite gebogen wird. Im Gegensatz zu den meisten Panzerabwehrminen aus dem Zweiten Weltkrieg muss das Fahrzeug also nicht direkt mit der Kette oder dem Rad über die Mine fahren. Zusätzlich ist die Mine mit einem Magnetzünder ausgestattet, der auf metallische Objekte anspricht. Außerdem verfügt sie über einen Aufhebeschutz, der sie beim Versuch einer Räumung explodieren lässt.
Die Sprengladung ist als projektilbildende Ladung ausgebildet.
Die Mine zerstört sich nach einer vorher einstellbaren Zeit (drei Stunden bis vier Tage) durch Sprengung von selbst. Die Zuverlässigkeit dieser Selbstzerstörungsvorrichtung beträgt über 99 %; im Falle eines Versagens wird die Mine nach einiger Zeit aber auch durch das Entleeren der Batterie funktionsunfähig.

## Technische Daten
- Masse: 2,2 kg
- Durchmesser: 10,3 cm
- Höhe Minenkörper: 12,8 cm
- Höhe Sensordrahtspitze über Grund: 70 cm
- Sprengladung: 907 g Composition B[2]

## Kritik
Nach Ansicht von Organisationen wie dem Deutschen Initiativkreis für das Verbot von Landminen ist die AT2 als Antipersonenmine zu werten, da ihr Zünder auch von Menschen ausgelöst werden kann und sie über einen Aufhebeschutz verfügt. Antipersonenminen sind gemäß der Ottawa-Konvention von 1997 verboten.
Die deutsche Bundesregierung stellte sich 1999 dagegen auf den Standpunkt, dass die AT2 nicht unter die Ottawa-Konvention falle, da sich die Mine nach spätestens 96 Stunden automatisch deaktiviere, sie weithin sichtbar sei und Aufhebesperren an Anti-Fahrzeug-Minen ausdrücklich nicht gegen die Konvention verstießen.

## Nutzerstaaten

### DeutschlandDeutschland
Die Bundeswehr erhielt insgesamt gut 1,2 Millionen AT2 in drei Varianten:
- 300.000 Stück als DM 1233 für die Verlegung durch LARS (Beschaffung 1981 bis 1986)
- 640.000 Stück als DM 1274 für die Verlegung durch das Minenwurfsystem Skorpion (Beschaffung 1984 bis 1992, inzwischen ausgemustert)
- 262.080 Stück als DM 1399 für die Verlegung durch MARS (Beschaffung 1993 bis 1995)

### Vereinigtes KonigreichVereinigtes Königreich
Das Militär des Vereinigten Königreichs hatte zum Jahrtausendwechsel etwa 100.000 AT2 im Bestand. Außerdem wurden von Deutschland während des Zweiten Golfkriegs vier Minenwerfer Skorpion mit 15.000 AT2-Minen an die britischen Streitkräfte ausgeliehen, von diesen später allerdings unbenutzt zurückgegeben.

### ItalienItalien
Italien erhielt 45.000 AT2. 1997 ordnete die italienische Regierung die Zerstörung der Minen an, da die AT2 sensibel genug sei, um durch eine Person aktiviert zu werden.

### FrankreichFrankreich
Auch Frankreich zählte zu den Nutzern der AT2; die genaue Anzahl ist jedoch nicht bekannt.

### NorwegenNorwegen
1997 lieferte Deutschland an Norwegen 468 MLRS-Raketen mit je 28 Minen, also insgesamt 13.104 Stück AT2.

### GriechenlandGriechenland
1999 wurde bekannt, dass Deutschland 23 bei der Bundeswehr ausgemusterte Minenwerfer Skorpion und 36.000 AT2 an Griechenland liefern wolle.

### UkraineUkraine
Mindestens 480 Minenraketen AT-2 (LARS / MARS) wurden im Rahmen der Unterstützung der Ukraine nach dem russischen Überfall auf die Ukraine geliefert.